# Jo Stafford
Jo Elizabeth Stafford (Coalinga, 12 novembre 1917 – Century City, 16 luglio 2008) è stata una cantante statunitense.

## Biografia
Nata in California ha iniziato a lavorare da ragazza in una radio locale. Ad inizio carriera ha cantato in un trio, The Stafford Sisters, con le sorelle maggiori Pauline e Christine.
Ha raggiunto il successo come vocalist della band The Pied Pipers, formata da Tommy Dorsey, che tuttavia ha lasciato nel 1944 per dedicarsi all'attività solista. Nell'arco dei successi tredici anni ha pubblicato almeno 90 canzoni di successo tra cui Candy (1945), My Darling, My Darling (1948), You Belong to Me (1952) e Make Love to Me (1955).
You Belong to Me, la canzone più famosa di Jo Stafford, è inserita in diversi film tra cui L'ultimo spettacolo.
Con un ex membro dei The Pied Pipers, Paul Weston, ha realizzato un programma radiofonico dal titolo The Raleigh-Kool Show, in onda da New York. Weston e la Stafford si sono sposati nel 1952 e sono rimasti uniti fino alla morte di lui, avvenuta nel 1996. 
Nel 1960 ha vinto un Grammy Award grazie a Jonathan and Darlene Edwards In Paris, album collaborativo realizzato col marito Paul Weston. Proprio dal 1960 Jo Stafford ha chiuso gradualmente la sua carriera, registrando in maniera occasionale nel corso degli anni '70.
Ha partecipato ad alcune produzioni televisive (The Jo Stafford Show, The Garry Moore Show e altre) e cinematografiche (Rotta sui Caraibi, Il sosia innamorato, Girl Crazy).
È stata inserita nella Hollywood Walk of Fame nel 1960 e possiede tre stelle in tre categorie: musica, radio e televisione.